# Eosentomon nivoculum
Eosentomon nivoculum är en urinsektsart som beskrevs av Yin 1981. Eosentomon nivoculum ingår i släktet Eosentomon och familjen trakétrevfotingar. Inga underarter finns listade i Catalogue of Life.